# Z lasów i pól
Z lasów i pól – cykl 14 wierszy Antoniego Langego, który ukazał się w drugim tomie Poezyj z 1898. Na cykl składają się wiersze opisowe bliskie takim tendencjom w młodopolskiej sztuce jak: impresjonizm, ekspresjonizm i symbolizm. Utwory te, pozornie błahe, zawierają wiele aluzji do spraw egzystencji ludzkiej.
- Pantum
- Z sielanek - mały cykl zamknięty w większym
- Skowronki
- Nad stawem
- Sosna
- Słowik
- Burza - poemat
- Wierzba
- Topola
- Cmentarz
- Dęby
- Preludyum
- W lesie - mały cykl zamknięty w większym
- Dąb